# Night Train (álbum de Jason Aldean)
Night Train é o quinto álbum de estúdio do músico norte-americano Jason Aldean, lançado a 5 de Março de 2012 através da Broken Bow Records. O disco estreou na primeira posição da tabela musical Billboard 200 dos Estados Unidos, com 409 mil cópias vendidas segundo a Nielsen SoundScan.

## Alinhamento de faixas
| N.º            | Título                   | Duração |  |
| 1.             | "This Nothin' Town"      | 3:11    |  |
| 2.             | "When She Says Baby"     | 2:51    |  |
| 3.             | "Feel That Again"        | 3:21    |  |
| 4.             | "Wheels Rollin'"         | 4:41    |  |
| 5.             | "Talk"                   | 3:50    |  |
| 6.             | "The Only Way I Know"    | 3:14    |  |
| 7.             | "Take a Little Ride"     | 3:09    |  |
| 8.             | "I Don’t Do Lonely Well" | 3:25    |  |
| 9.             | "Night Train"            | 3:52    |  |
| 10.            | "1994"                   | 4:03    |  |
| 11.            | "Staring at the Sun"     | 3:16    |  |
| 12.            | "Drink One for Me"       | 3:07    |  |
| 13.            | "Black Tears"            | 4:16    |  |
| 14.            | "Walking Away"           | 3:37    |  |
| 15.            | "Water Tower"            | 3:41    |  |
| Duração total: | Duração total:           | 53:33   |  |

## Desempenho nas tabelas musicais

### Posições
| Tabela musical (2012)                         | Melhor posição |
| --------------------------------------------- | -------------- |
| Canadá - Canadian Albums Chart                | 1              |
| Estados Unidos - Billboard 200                | 1              |
| Estados Unidos - Billboard Country Albums     | 1              |
| Estados Unidos - Billboard Independent Albums | 1              |

### Certificações
| País           | Provedor | Certificação |
| -------------- | -------- | ------------ |
| Estados Unidos | RIAA     | Platina      |